# Heliga Korsets församling
Heliga Korsets församling i Svenska kyrkan tillhör Kalmar pastorat i Kalmar-Ölands kontrakt, Växjö stift.

## Administrativ historik
Församlingen bildades 1989 när Kalmar församling uppdelades.

## Församlingsvapen
Församlingen antog 1989 ett heraldiskt vapen med blasoneringen: I grönt fält ett svart grekiskt kors med kanter och ornamentering av guld, i mitten belagd med en guldkantad blå rundel i sin tur belagd med en ros av silver med gröna foderblad, med ett rött hjärta belagt med ett svart latinskt kors i rosens mitt, samt med tre strålar av guld utgående från vardera korsvinkeln av det grekiska korset.
Korset syftar på Kristi kors som gett namn år församlingen. Rosen i korsmitten är en så kallad Lutherros som användes av Martin Luther. Vapnet formgavs av Torsten Waldemarsson.

## Kyrkobyggnader
- Heliga Korsets kyrka